# Depositiesequentie
Een depositiesequentie of depositiecyclus (Engels: depositional sequence) is in de stratigrafie een continu afgezette laag sedimentair gesteente, aan de boven- en onderkant begrensd door een discordantie of disconformiteit. 
Als de onder- en bovengrens van een sequentie bepaald kunnen worden kan de hele sequentie toegeschreven worden aan een bepaalde Milanković-cyclus die overeenkomt met een bepaalde hoeveelheid tijd. In dat geval krijgt de laag betekenis voor de chronostratigrafie, omdat men weet in hoeveel tijd de laag en de erbovenliggende discordantie of disconformiteit gevormd moeten zijn.
Met seismiek kunnen grensvlakken tussen sequenties gevolgd worden. Ook als er lateraal een verschil optreedt in sedimentaire facies zal de bovengrens van de sequentie als grensvlak te vervolgen zijn op een seismisch profiel.